# Sachsen Funkpaket
Sachsen Funkpaket ist der Zusammenschluss sechs sächsischer lokaler Hörfunkveranstalter. Es besteht aktuell aus Radio Dresden, Radio Leipzig, Radio Chemnitz, Radio Lausitz, Radio Zwickau und Radio Erzgebirge. Alle Sender innerhalb des Tarifzusammenschlusses bewerben ihr Programm mit dem Claim „Der Sound für die Region“. Alle Programme unterliegen der Aufsicht durch die Sächsische Landesmedienanstalt (SLM) und werden von der Broadcast Sachsen GmbH & Co. KG produziert.

## Allgemeine Informationen
Die für die Großstädte und Ballungsräume Sachsens eingerichteten Sender strahlen ein 24-Stunden-Vollprogramm aus. Als Schwerpunkt übertragen alle Sender das Adult-Contemporary-Musikformat, da als Zielgruppe besonders die 25- bis 49-jährigen Hörer von Interesse sind. Programmeckpunkte sind Nachrichten immer zur vollen Stunde, Schlagzeilen und Kurzmeldungen immer zur halben Stunde, sowie lokale und regionale Berichterstattung der entsprechenden Region. Außerdem organisieren die Sender Aktionen, Events und Unterhaltungsveranstaltungen.
Das Mantelprogramm für die sächsischen Stadtsender wird in Dresden zusammengestellt. Auseinandergeschaltet werden die Programme lediglich zu den Lokalnachrichten, immer zehn Minuten vor der vollen Stunde bzw. zur halben Stunde.

## Geschichte
Das Sachsen Funkpaket wurde ursprünglich von der Sächsischen Lokalrundfunk Dienstleistungsprogramm GmbH & Co. Studiobetriebs KG (SLP) produziert, danach wurde die Mediengesellschaft Telefonbuchverlag Sachsen GmbH (MTS) Großgesellschafterin. Mittlerweile wird das Sachsen Funkpaket durch die Broadcast Sachsen GmbH & Co. KG (BCS) produziert, die auch Hitradio RTL betreibt.
Im Mai 1993 starteten die ersten vier Stadtradios ihr 24-Stunden-Lokalradioprogramm in Sachsen. Ergänzt wurden Radio Dresden, Radio Leipzig, Radio Chemnitz und Radio Lausitz im Dezember 1994 durch Radio Zwickau und im Oktober 2005 von Radio Erzgebirge. In den Anfangsjahren hatten alle Sender jeweils eine eigene Geschäftsführung.
Im Mai 1996 ging die Samstagabend-Radioshow Maxi-Mal zum ersten Mal mit dem neuen Moderator DJ Happy Vibes und der Kunstfigur ABM-Kraft Horst on air. Die Sendung, die zuvor bereits aus dem Vorgängerformat 5 für Sachsen entstanden war, wurde zur erfolgreichsten Abendsendung im sächsischen Privatradio.
In den Folgejahren wurde Tino Utassy schrittweise Geschäftsführer der Lokalsender. Unter seiner Führung startete 1993 Radio Chemnitz sowie 1994 Radio Zwickau. 1998 übernahm er die Leitung von Radio Leipzig und schließlich 1999 die Geschäftsführung von Radio Dresden und dem Netzwerk. Seit 2002, als Tino Utassy die Geschäftsleitung von Radio Lausitz übernahm, bilden die Sender nun eine endgültige Einheit.
Im Januar 1999 ging Freitag-Nacht das erste Mal on air. Bis 2008 strahlte jeder Lokalsender seine eigene Sendung live aus einer Diskothek in der Region aus. Ab 2008 wurde auch diese Sendung zentralisiert und für alle Stationen des Mantelprogrammes gleich gesendet. Moderator ist seitdem Lutz Escher, der die Sendung mit mitentwickelt und -konzeptioniert hat und seit Sendestart auf Radio Chemnitz moderiert hatte.
Im Sommer 1999 senkte die SLP den Wort- und erhöhte den Musikanteil. Dabei wurde die Musik der 1970er Jahre aus dem Programm genommen. Außerdem wurden in die Sendernamen die Frequenzen aufgenommen und ein neues Logo präsentiert.
Im Januar 2000 ging die SLP mit einer neuen Morningshow Falko und die Morgenmädels auf Sendung. Die bisherigen lokalen Morgenshows entfielen. 2002 übergab Falko Maiwald die Morgenshow an Nachfolger André Hardt, seitdem heißt die Show André und die Morgenmädels.
Seit dem 1. Januar 2005 wird Sachsen Funkpaket von der neu gegründeten Broadcast Sachsen GmbH & Co. KG produziert, zu der seitdem auch Hitradio RTL gehört. Im Juli 2007 erhielten die Sender ihre ursprünglichen Namen wieder. Die Frequenz im Namen entfiel mit Blick auf das digitale Zeitalter.
Am 20. Oktober 2016 wurde Maxi-Mal überraschend abgesetzt. Offiziell wurden rückläufige Einschaltquoten als Absetzungsgrund genannt, was jedoch die Medienanalyse MA 2017/I eindeutig widerlegte.
Im August 2022 sind die lokalen Nachmittagssendungen entfallen. Seither gibt es eine landesweite Show mit regionalen Inhalten. Gesendet wird diese aus dem Standort in Leipzig.

## Funkhaus
Produziert werden alle Programme seit Oktober 1998 im Ammonhof beim World Trade Center Dresden. Seit Sendestart hatte das Sachsen Funkpaket sein Hauptfunkhaus in der Mohorner Straße, bevor der Sender im Oktober 1998 direkt ins Stadtzentrum von Dresden zog. Weitere Lokalfunkhäuser gibt es in Leipzig, Chemnitz, Zwickau, Bautzen und Annaberg-Buchholz. Dort werden lediglich die Lokalnachrichten produziert.
Im Mai 2005 wurde das Hauptfunkhaus in Dresden umfassend modernisiert. Es entstanden vier neue Sendestudios. In den Jahren 2008 bis 2013 wurden auch die Studios in Leipzig, Chemnitz, Zwickau, Bautzen und Annaberg-Buchholz erneuert. Im August 2018 wurde damit begonnen, die Studiotechnik im Hauptfunkhaus in Dresden zu erneuern. Dabei entstand ein komplett neues und größeres Hauptsendestudio, welches im Juli 2019 durch ein neues kleineres Backup-Studio ergänzt wurde. 

## Programmdirektoren
- Uwe Schneider (01/1999 – 12/2009)
- Matthias Montag (05/2010 – 04/2013)
- Karin Müller (01/2014 – 03/2014)
- Andrea Krüger (05/2010 – 08/2024)
- Hagen Ullrich (seit 09/2024)

## Programm
| Sendezeit           | Sendungsname               | Moderatoren                           |
| ------------------- | -------------------------- | ------------------------------------- |
| 0450 Uhr – 0950 Uhr | André und die Morgenmädels | mit André Hardt und Kristin Hardt     |
| 0950 Uhr – 1350 Uhr | lokal bei der Arbeit       | mit Marcel Wentzke                    |
| 1350 Uhr – 1850 Uhr | Hallo lokal                | mit Roman Knoblauch                   |
| 1850 Uhr – 2050 Uhr | lokal am Abend             | mit Daniel Pavel oder Stephan Bodinus |

| Sendezeit           | Sendungsname               | Moderatoren                       |
| ------------------- | -------------------------- | --------------------------------- |
| 0450 Uhr – 0950 Uhr | André und die Morgenmädels | mit André Hardt und Kristin Hardt |
| 0950 Uhr – 1350 Uhr | lokal bei der Arbeit       | mit Marcel Wentzke                |
| 1350 Uhr – 1850 Uhr | Hallo lokal                | mit Roman Knoblauch               |
| 1850 Uhr – 2350 Uhr | Freitag-Nacht              | mit Stephan Bodinus               |

| Sendezeit           | Sendungsname               | Moderatoren                       |
| ------------------- | -------------------------- | --------------------------------- |
| 0650 Uhr – 1150 Uhr | André und die Morgenmädels | mit André Hardt und Kristin Hardt |
| 1150 Uhr – 1750 Uhr | Endlich Wochenende         | mit Andrea Krüger                 |
| 1750 Uhr – 1950 Uhr | Charts                     | mit Mark Mathew                   |
| 1950 Uhr – 0250 Uhr | Samstag-Nacht in the Mix   | Programm ohne Moderation          |

| Sendezeit           | Sendungsname       | Moderatoren          |
| ------------------- | ------------------ | -------------------- |
| 0650 Uhr – 0850 Uhr | Endlich Wochenende | mit Matthias Zilch   |
| 0850 Uhr – 1250 Uhr | Reiseexpress       | mit Matthias Zilch   |
| 1250 Uhr – 1750 Uhr | Endlich Wochenende | mit Robert Drechsler |
| 1750 Uhr – 2050 Uhr | lokal am Abend     | mit Robert Drechsler |

## Mitarbeiter
Moderatoren
| - André Hardt - Kristin Hardt - Mirjam Köfer | - Marcel Wentzke - Roman Knoblauch - Stephan Bodinus | - Falko Maiwald - Mark Mathew - Robert Drechsler | - Andrea Krüger - Daniel Pavel - Matthias Zilch |

| Redaktionsleitung - Matthias Gabler | Kirchenredaktion - Maxi Konag - Michaela Stahl | Sportredaktion - Jens Umbreit | Verkehrsredaktion - Mirjam Köfer - Matthias Zilch - Robert Drechsler |

Stationvoice
- Christian Blecken (seit 02/2015)
- Christin Pols (seit 08/1999)
- Karsten Klaue † (05/2010 – 01/2015)
- Bodo Venten (08/1999 – 04/2010)

## Empfang
Das Programm wird über UKW auf folgenden sechs Hauptfrequenzen ausgestrahlt.
| Region           | Hauptfrequenz |
| ---------------- | ------------- |
| Radio Dresden    | 103,5 MHz     |
| Radio Leipzig    | 91,3 MHz      |
| Radio Chemnitz   | 102,1 MHz     |
| Radio Lausitz    | 107,6 MHz     |
| Radio Zwickau    | 96,2 MHz      |
| Radio Erzgebirge | 107,2 MHz     |

Außerdem sind alle Programme über DAB+ in den jeweiligen Regional Kanälen zu empfangen.
Als Livestream werden alle Programme weltweit im Internet übertragen.